# Mario Lunetta
Mario Lunetta (Roma, 23 novembre 1934 – Roma, 6 luglio 2017) è stato uno scrittore italiano.

## Biografia
Di famiglia piccolo borghese, nacque e crebbe alla Garbatella. Sperimentatore nei più diversi generi letterari e artistici, collaborò ai programmi culturali della RAI e a decine di giornali e riviste italiane e straniere, tra cui L'Unità, Corriere della Sera, Il Messaggero, Rinascita, Il manifesto e Liberazione. 
Fu curatore di importanti antologie (Il surrealismo, Roma, Editori Riuniti, 1976; Poesia italiana oggi, 1981, e, in collaborazione con Franco Cavallo, Poesia italiana della contraddizione, 1989, entrambe edite a Roma, Newton Compton).
Negli anni 1988-95 diresse la collana di poesia La camera rossa (Ed. Il Ventaglio), pubblicando opere di Claudio Rendina, Luigi Fontanella, Franco Cavallo, Paolo Guzzi, Francesco Paolo Memmo, Anna Malfaiera,  Giuseppe Favati e Stefano Lanuzza, nonché la propria silloge In abisso, prefata da Gianni Toti, con la quale vinse il Premio Europa Sud (1989 e 1990).
Introdusse e curò opere, tra gli altri, di Italo Svevo, Emily Brontë, Émile Zola, Federico De Roberto, Gustave Flaubert, Dino Campana, Stefano Docimo, Gian Carlo Riccardi e Velso Mucci.
Nel 2004 vinse il Premio Nazionale Letterario Pisa nella sezione Narrativa (lo stesso premio, ma per la Poesia aveva vinto due volte, nel 1974 e nel 1983) e nel 2006 il Premio Alessandro Tassoni alla carriera. Fu inoltre due volte finalista al Premio Bergamo
, nel 1999 e nel 2006.
Insegnò italiano presso l'Istituto Tecnico Agrario Statale "Giuseppe Garibaldi" di Roma.

## Opere principali
- Invito alla lettura di Italo Svevo, Milano, Mursia, 1972
- Dell'elmo di Scipio, Venezia-Padova, Marsilio, 1974
- I ratti d'Europa, Roma, Editori riuniti, 1977
- Mano di fragola, Editori Riuniti 1979
- La presa di Palermo: poesie 1972-77, Manduria, Lacaita, 1979
- Chez Giacometti: 13 poesie 13, Roma, Carte segrete, 1979
- Morsure, prefazione di Mario Socrate, Roma, Edizioni Florida, 300 esemplari numerati e firmati dall'autore, copertina colorata a mano, 1983
- Flea market, Napoli, Guida, 1983
- In abisso, Roma, Il Ventaglio, 1989
- Puzzle d'autunno: romanzo, Milano, Camunia, 1989
- Le dimore di Narciso, Roma, Rai-Eri, 1997
- Montefolle: romanzo, Roma, Quasar, 1999
- Roulette occidentale: poesie 1991-1997, Lecce, P. Manni, 2000
- Cani abbandonati: racconti, Roma, Odradek, 2003
- Doppio fantasma: 91 poesie per 91 artisti, Roma, Fermenti, 2003
- Figure lunari, Roma, Robin, 2004
- La notte gioca a dadi, Roma, Newton Compton, 2008
- Metasintassi, Alfio Di Bella/Mario Lunetta, Roma, Onyx, 2012